# Université Tuskegee
L'université Tuskegee est un établissement faisant partie des universités américaines historiquement noires (HBCU) fondé en 1881 à Tuskegee dans l'Alabama, sous le nom du Tuskegee Institute dans l'Alabama et  pour devenir en 1985 l'université Tuskegee.
À l'origine simple école normale, l'établissement devint, sous la direction de Booker T. Washington, l'un des plus célèbres du pays et élargit considérablement la palette des enseignements proposés. Il incarna l'idée que se faisait son directeur de la promotion sociale des Afro-Américains, basée sur une amélioration progressive de leurs conditions matérielles à travers l'enseignement professionnel et technique.

## Histoire

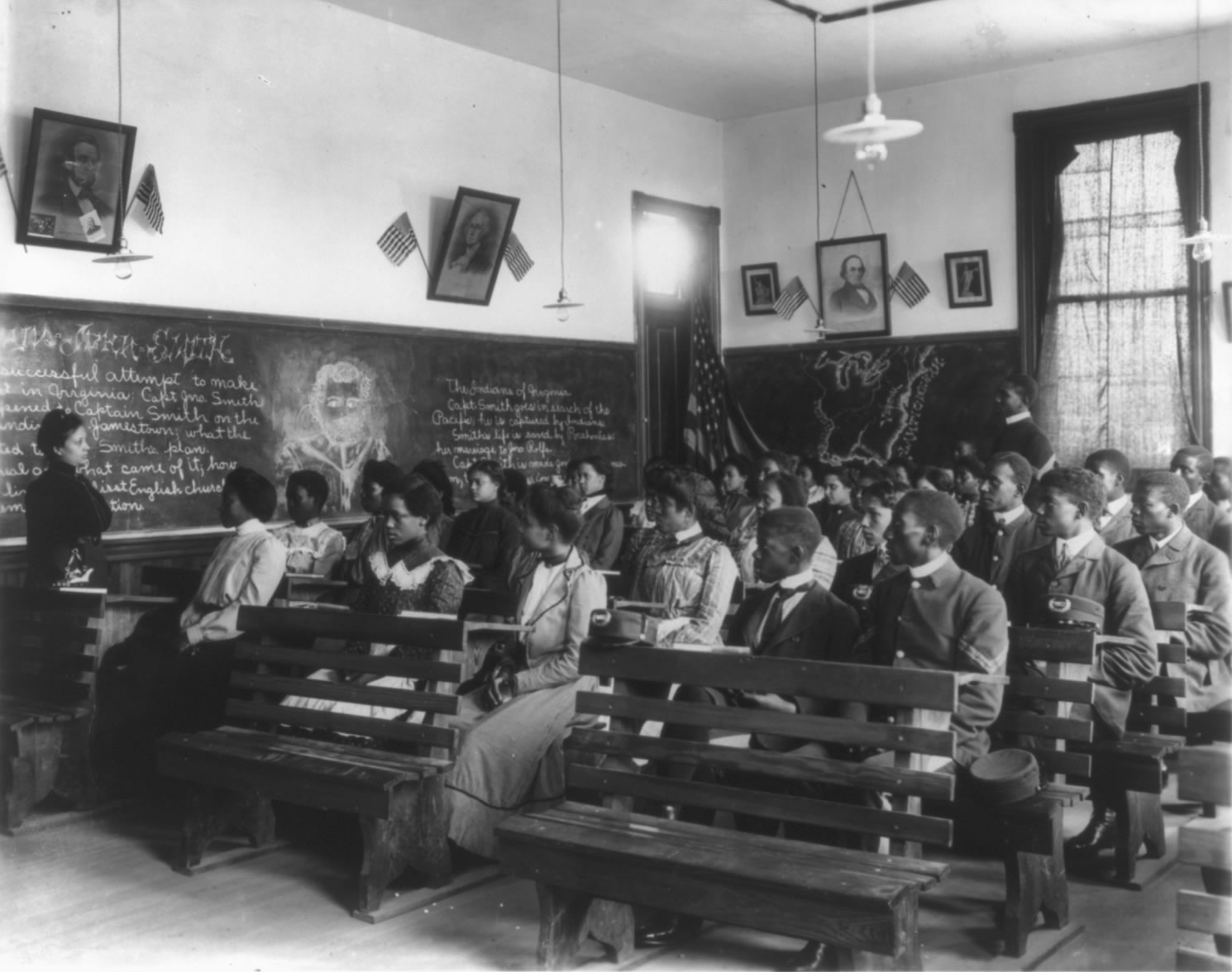
Classe du Tuskegee Institute en 1902.

### La fondation
Le Tuskegee Institute fut fondé par Lewis Adams le 4 juillet 1881,. L'autorisation d'ouvrir une école normale destinée à la formation d'enseignants afro-américains avait été votée peu avant, en 1880 par la chambre des représentants de l'État de l'Alabama à la suite d'un marchandage politique. Lewis Adams, un ancien esclave qui faisait figure de leader d'opinion parmi la communauté noire avait obtenu de W. F. Foster, un candidat blanc à la réélection au Sénat de l'État, l'assurance de pouvoir ouvrir une école normale en échange du vote des Afro-Américains. Le manque d'éducation des jeunes Afro-Américains faisait figure de problème fondamental dans le Sud des États-Unis à l'issue de la Reconstruction. Dans le système ségrégué qui s'était mis en place pendant la décennie précédente, les écoles afro-américains manquaient de moyens et plus encore de professeurs compétents et formés. Les moyens alloués au projet était cependant  modestes : 2 000 dollars pour les appointements du professeur, avec la charge pour Adams de trouver un local pour accueillir l'école et son professeur.  
George W. Campbell qui assistait Adams dans l'organisation de la nouvelle école contacta le Hampton Institute, un établissement similaire localisé dans l'État de Virginie dans l'espoir d'obtenir la recommandation d'un enseignant de valeur pour la nouvelle école. 

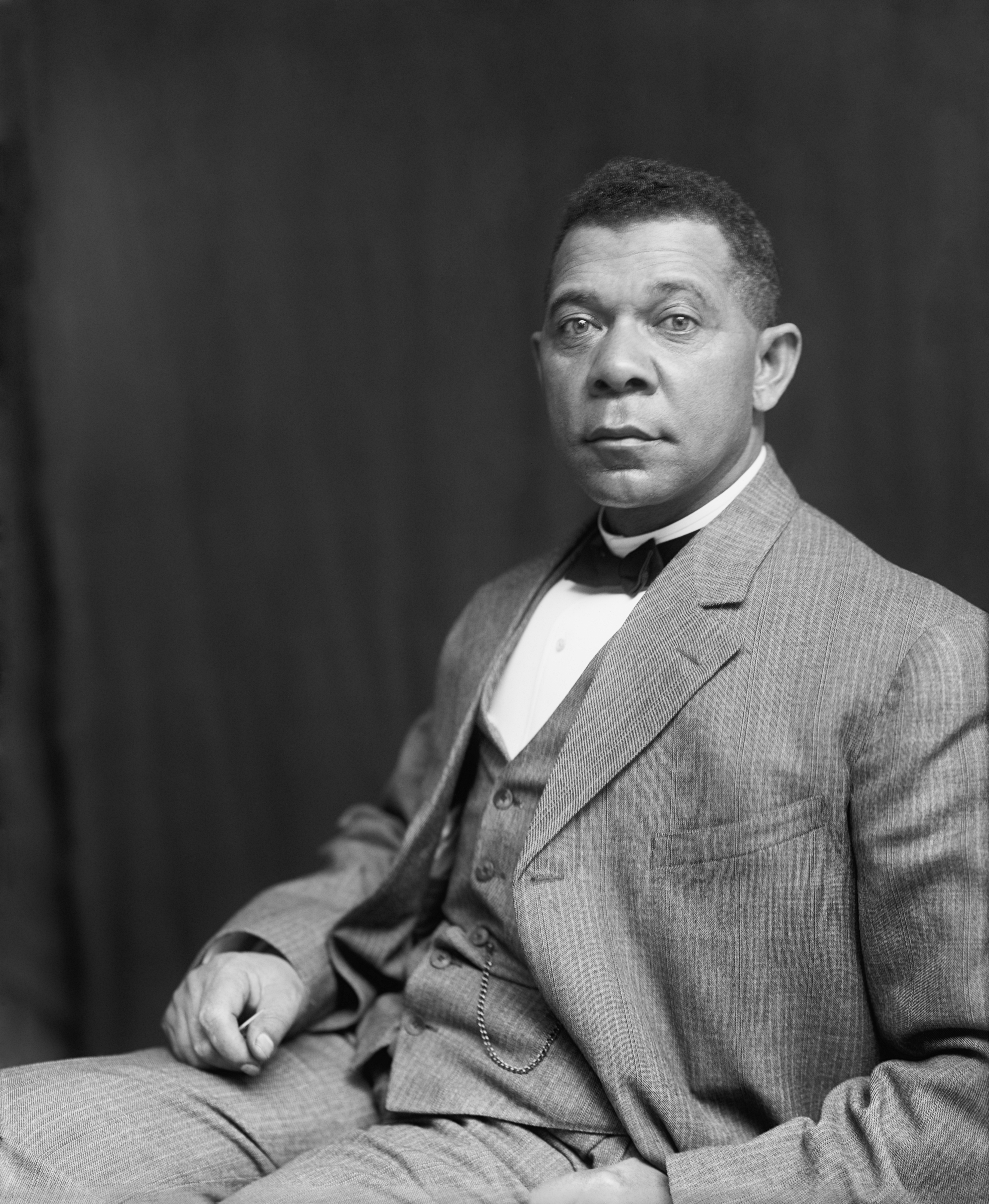
Booker T. Washington.

### L’ère Booker T. Washington

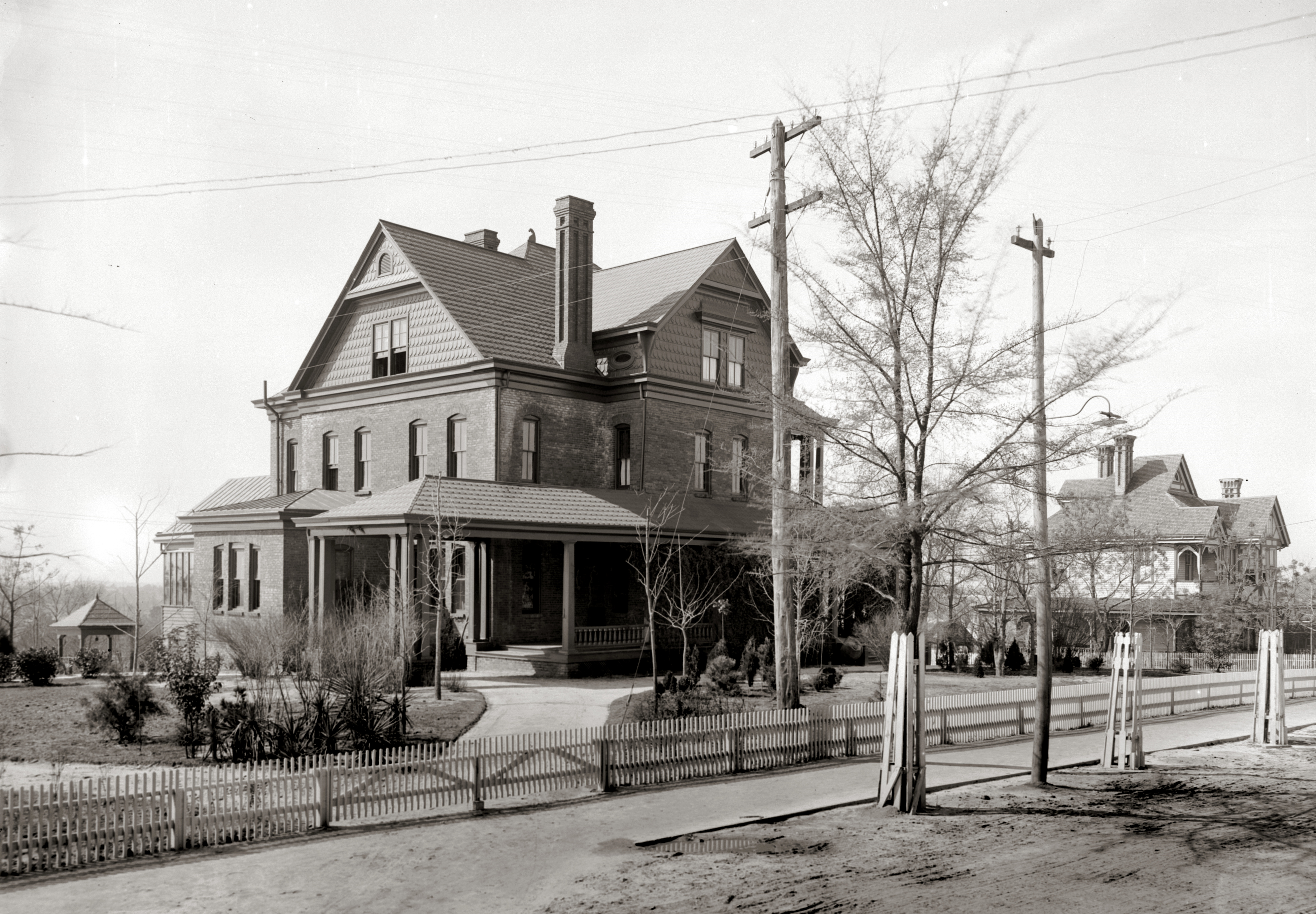
The Oaks (Le Chêne), la résidence de Booker T. Washington sur le campus de Tuskegee, vers 1906.

En réponse à cette requête, le Hampton Institute (devenue l'université de Hampton) propose le nom d'un jeune professeur afro-américain de 25 ans : Booker T. Washington. En dépit du fait que la formation des professeurs était traditionnellement dévolue à des Blancs, Adams accepta et engagea Washington. C'est donc sous la direction d'un jeune novice que la nouvelle école ouvrit ses portes à une trentaine d'adultes dans un local vétuste prêté par l'église locale. Le dynamisme de Washington qui se révéla un organisateur et un orateur de talent fit cependant rapidement évoluer l'établissement. L'année suivante, il réussit à acquérir avec l'aide du Hampton Institute le terrain d'une plantation abandonnée d'une superficie de 100 acres. En 1888, l'école s'était encore agrandie et disposait de 540 acres pour plus de 400 étudiants.
Le campus se dota de nouvelles salles de classe et de hangars dont la construction, assurée par les étudiants eux-mêmes, constituait autant de travaux pratiques. L'enseignement dispensé à l'institut était en effet centré sur la formation professionnelle aux métiers du bâtiment, à la menuiserie, à l'ébénisterie mais aussi à l'agriculture. L'établissement cultivait ainsi ses propres champs et élevait son propre bétail, ce qui lui assurait par la même occasion une relative autonomie.
En 1892, en réponse à une campagne lancée en 1891 par Daniel Hale Williams, chirurgien noir de Chicago, pour la promotion des Noirs dans les professions de santé, Tuskegee Institute ouvrit une école d'infirmières, une des premières destinées aux élèves noires avec celle de Hampton ouverte la même année.
L'école devint la vitrine du projet de Washington en matière d'émancipation des Afro-Américains. La stratégie de Washington ne visait donc pas à la confrontation avec l'ordre blanc ségrégationniste mais à l'exploitation de la marge de manœuvre qu'il laissait aux Afro-Américains. La logique de confrontation ne pouvait mener selon lui qu'à une défaite des Afro-Américains qui retarderait d'autant leur intégration à la société américaine. Ils devaient au contraire démontrer leurs capacités et leur responsabilité à travers la persévérance et le travail, deux valeurs qui étaient centrales dans l'enseignement de l'institut. Le travail n'y était pas seulement considéré comme une compétence pratique mais comme un moyen d'accéder à la dignité.
Pour assurer le succès de son entreprise, Washington orienta son action dans deux directions. La première était d'étendre son réseau personnel au sein de la communauté noire pour s'assurer des appuis qui permettraient le développement de l'institut. La deuxième était de se faire accepter des autorités locales blanches et, plus largement, de faire connaître son projet à l'échelle nationale. Son discours, empreint de modération, était reçu très favorablement par les responsables politiques et économiques blancs. Il devint rapidement un orateur reconnu et l'une des personnalités noires les plus connues du pays. Washington parvint ainsi à construire un réseau de riches philanthropes blancs qui comprenait Andrew Carnegie, Collis P. Hungtington, John D. Rockefeller, Henry H. Rogers et Elizabeth M. Anderson.  Il se rapprocha également de Julius Rosenwald, un autodidacte qui avait pris la tête de l'entreprise de distribution Sears, Roebuck and Company. Rosenwald intégra le conseil d'administration de Tuskegee et travailla durablement avec Washington pour collecter des fonds afin d'ouvrir d'autres écoles normales similaires à celles de Tuskegee et d'Hampton.

## Personnalités liées à l'université

### Enseignants
- George Washington Carver, agronome
- Margaret Murray Washington
- William Levi Dawson, compositeur
- Robert E. Park

### Étudiants
- Sarah Rector
- Amelia Boynton Robinson
- Ora F. Porter
- Lionel Richie
- Betty Shabazz
- Coleman Alexander Young
- Zenobia Powell Perry
- Ralph Ellison

## L'inscription au patrimoine américain
L'université Tuskegee est inscrite à la fois au National Historic Landmark, au Registre national des lieux historiques et au Site historique national,,,.